# Marigny-Le-Lozon
Marigny-Le-Lozon is een gemeente in het Franse departement Manche (regio Normandië). De plaats maakt deel uit van het arrondissement Saint-Lô. Marigny-Le-Lozon is op 1 januari 2016 ontstaan door de fusie van de gemeenten Lozon en Marigny. De gemeente telde 2.754 inwoners op 1 januari 2022.

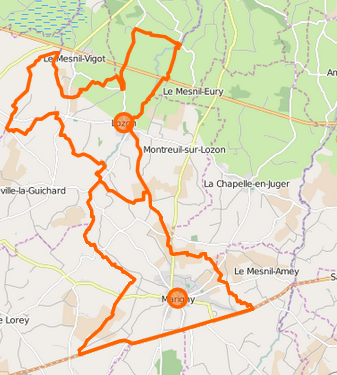
Kaart van de fusie met omgeving

## Geografie
De oppervlakte van Marigny-Le-Lozon bedroeg op 1 januari 2022 19,17 vierkante kilometer; de bevolkingsdichtheid was toen 143,7 inwoners per km².

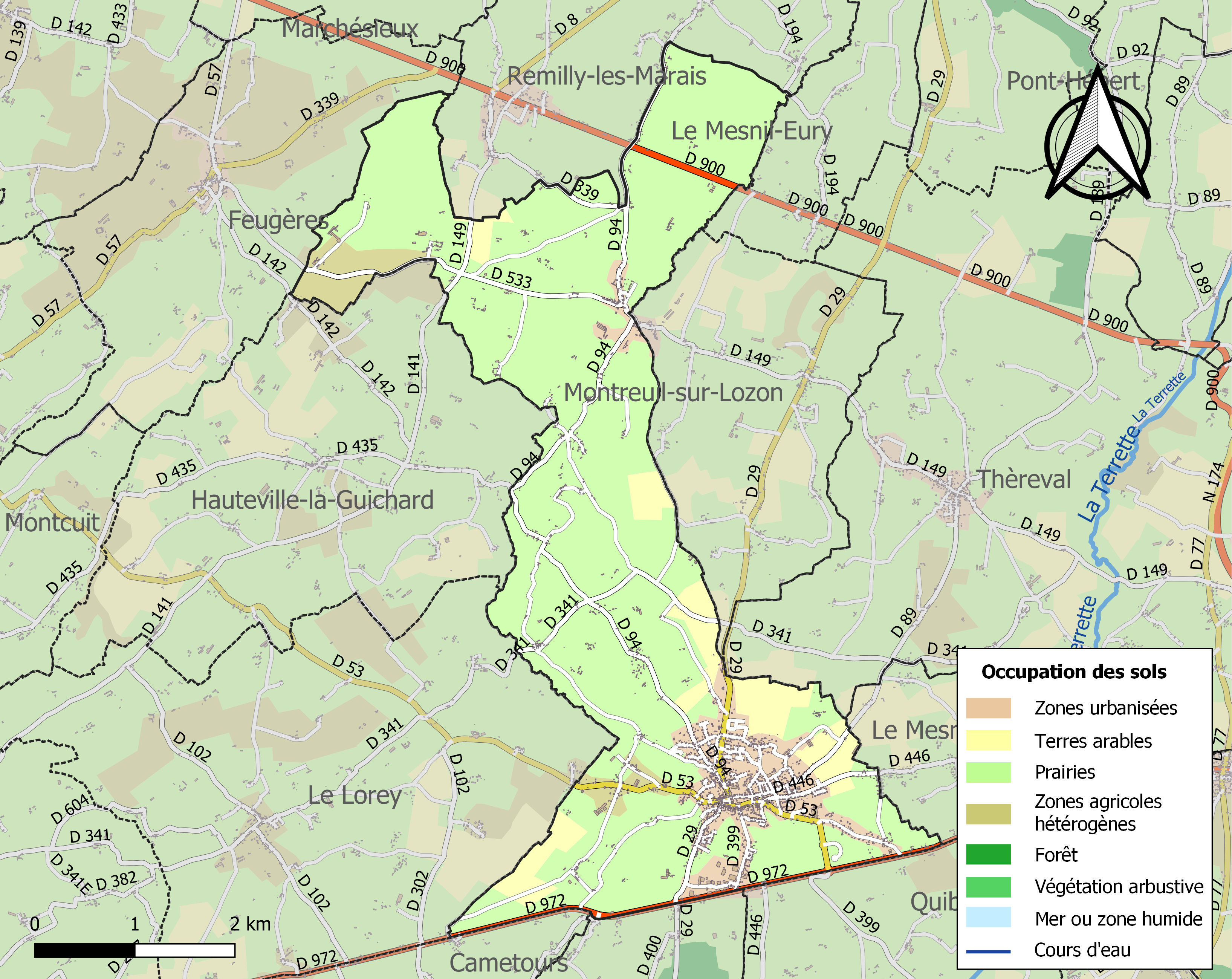
Kaart van de gemeente met de belangrijkste infrastructuur, bodemgebruik en omliggende gemeenten